# Lathrostizus lapponicus
Lathrostizus lapponicus là một loài tò vò trong họ Ichneumonidae.